# Pont del canal de Suez
El pont del canal de Suez, també conegut com a Pont de l'Amistat Egipci-Japonesa, és un pont que creua el canal de Suez, unint els continents d'Àfrica i Àsia. Està situat a la rodalia de la localitat de Qantara.

## Història
El pont va ser construït amb l'ajuda del govern japonès. El contractista de la construcció del pont va ser PentaOcean. La participació japonesa es va acordar durant la visita que va efectuar el president d'Egipte Hosni Mubàrak al Japó, el març del 1995. El Japó va aportar el 60% del cost de la construcció (o 13,5 milions de iens), mentre que Egipte aportava el 40% restant (9 milions de iens). L'acord formava part d'un projecte més ampli per al desenvolupament de la península del Sinaí. El pont es va inaugurar l'octubre del 2001.

## Disseny
El pont principal és tipus atirantat amb dos pilons i una superestructura d'acer. L'alçada de les dues torres de suport és de 154 metres i la calçada arriba als 70 metres d'alçada, la qual cosa estableix la limitació d'alçada de 68 metres sobre la línia de flotació a les especificacions dels vaixells tipus Suezmax. El tram central que travessa el canal té una llum de 404 metres, als quals estan units els viaductes amb un pendent màxim del 3,3 % que sumen una longitud total de 3.900 metres. Les torres van ser dissenyades en forma d'obeliscs faraònics.

## Galeria d'imatges

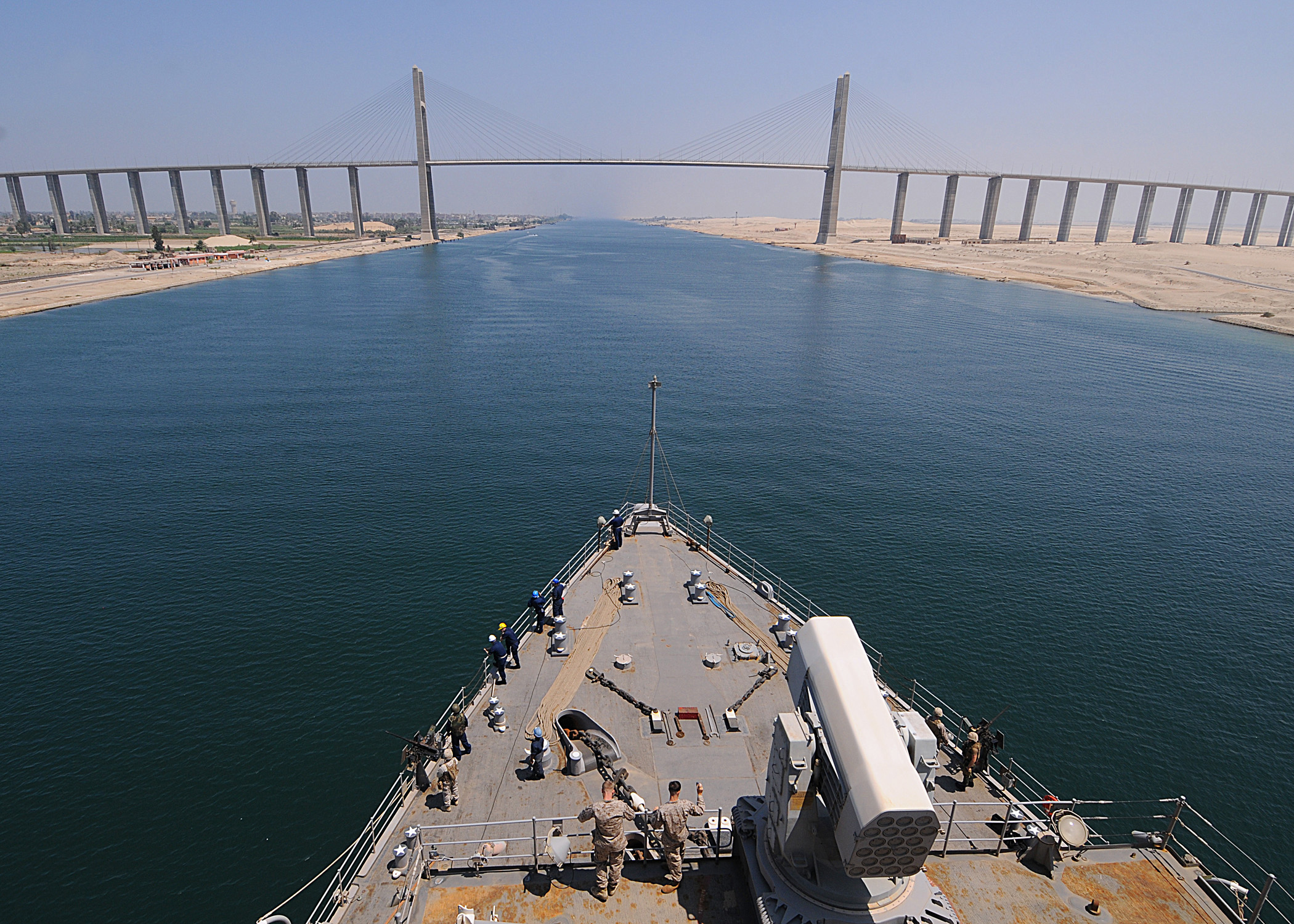
El vaixell de guerra nord-americà USS Ashland a punt de passar sota el pont
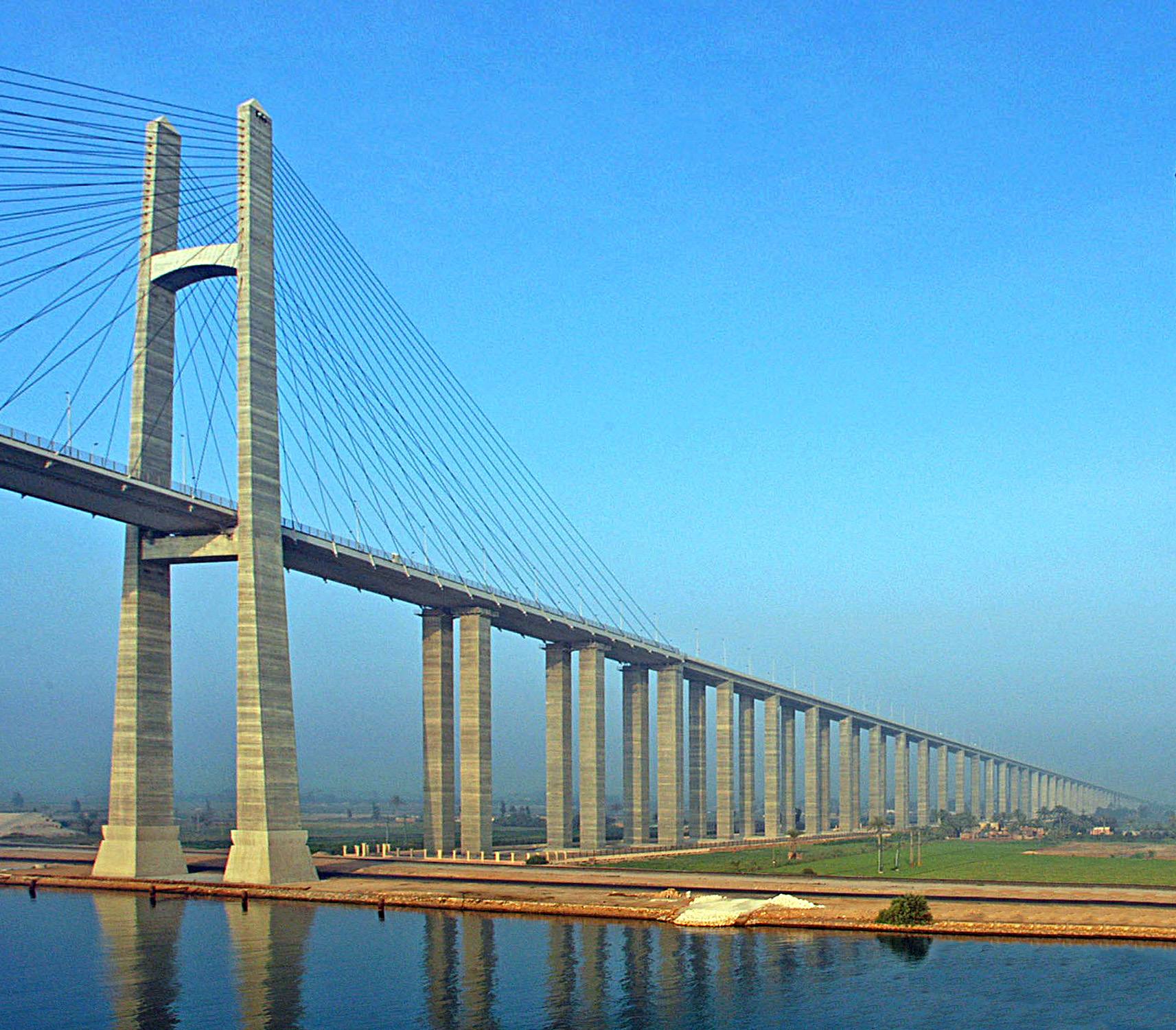
Rampa d'accés.
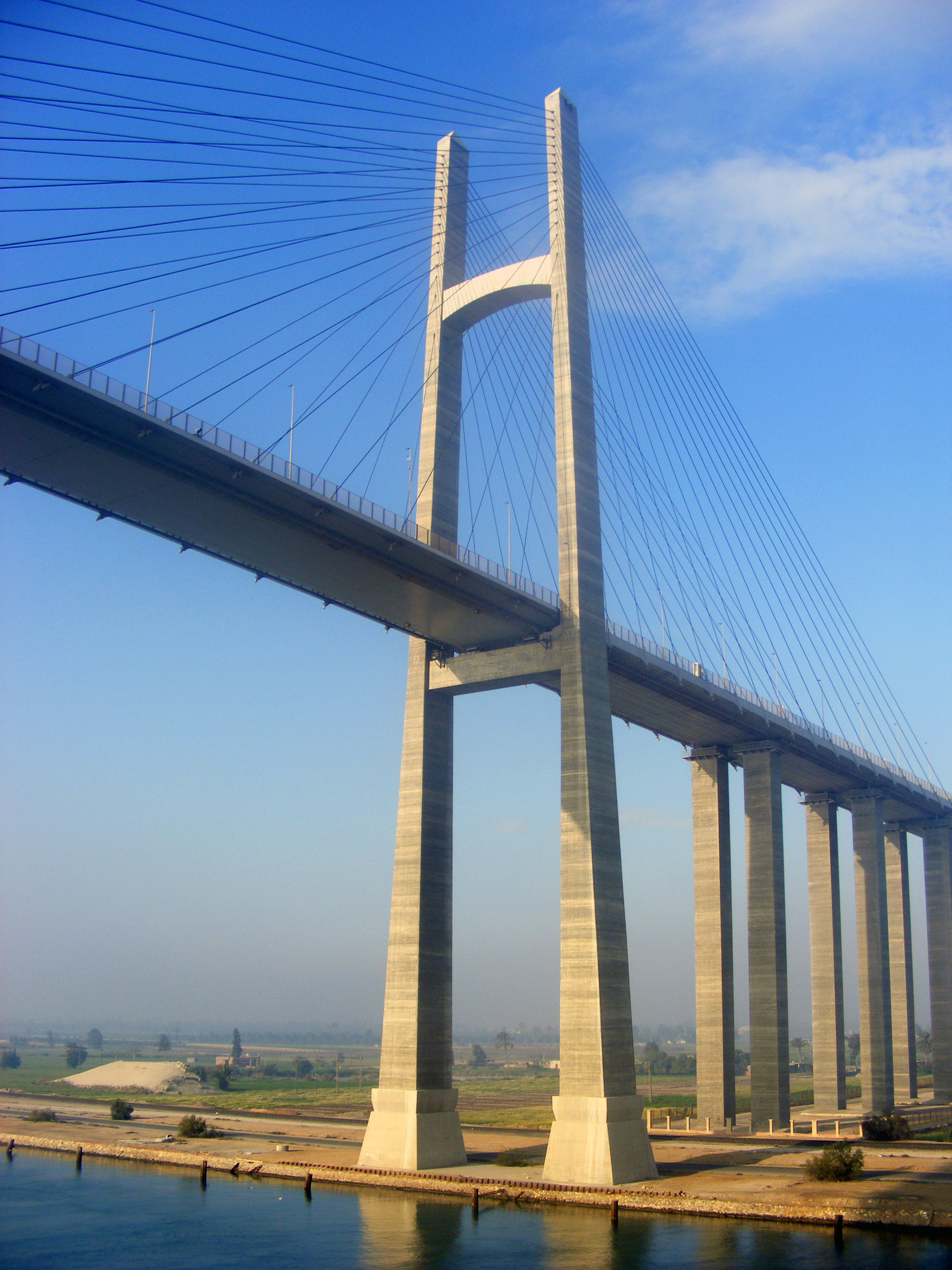
Un dels pilars principals